# Altopiano del Karabakh
L'Altopiano del Karabakh (anche Altopiano dell'Artsakh; in armeno Սյունիքի բարձրավանդակ?, in azero Qarabağ yaylası) è una piana di natura vulcanica, appartenente al sistema montuoso del Caucaso Minore. Si estende sul versante orientale della catena principale fino a quella secondaria del Karabakh.
L'altopiano è circondato da rilievi che superano abbondantemente i 3200 m di altezza, è punteggiato da numerosi laghetti di natura vulcanica ed è pressoché disabitato.
Appartenente alla regione del Nagorno Karabakh, esso è sotto giurisdizione dell'Azerbaigian tra i distretti di Kəlbəcər e Laçin. 
Fino al 2024 veniva considerato appartenente alla repubblica dell'Artsakh tra i distretti di Shahumian e Kashatagh.